# Jimmy Dunne (football, 1997)
Jimmy Dunne, né le 19 octobre 1997 à Dundalk en Irlande, est un footballeur irlandais qui évolue au poste de défenseur central au Queens Park Rangers.

## Biographie

### En club
Né à Dundalk en Irlande, Jimmy Dunne commence le football avec le club local du St. Kevin's Boys F.C. avant de rejoindre Manchester United à l'âge de 10 ans, il y fait la majeure partie de sa formation. Non conservé par le club mancunien à l'été 2016, il s'engage au Burnley FC en juillet 2016 pour y poursuivre sa formation.
Le 5 juillet 2017 il est prêté au Barrow AFC, club évoluant en National League.
Le 21 août 2018, Dunne est cette fois prêté au club écossais de Heart of Midlothian. En janvier 2019 il est prêté au Sunderland AFC jusqu'à la fin de la saison.
Après de nombreux prêts, Jimmy Dunne joue finalement son premier match avec l'équipe première de Burnley le 17 septembre 2020, à l'occasion d'une rencontre de coupe de la Ligue anglaise contre Sheffield United. Il est titularisé et son équipe s'impose au bout d'une séance de tirs au but. Il fait ses débuts en Premier League trois jours plus tard face à Leicester City. Il est titularisé et se fait remarquer en inscrivant son premier but mais son équipe s'incline par quatre buts à deux,.
Le 13 juillet 2021 Jimmy Dunne rejoint le Queens Park Rangers, où il signe un contrat de trois ans,.
Dunne inscrit son premier but pour QPR le 2 octobre 2021, lors d'une rencontre de championnat face au Preston North End FC. Il est titularisé et participe à la victoire de son équipe par trois buts à deux. Le 23 février 2022, Dunne ouvre le score face au Blackpool FC, en championnat. Il contribue ainsi au succès de son équipe par deux buts à un.

### En sélection
Le 22 mars 2018, Jimmy Dunne joue son premier match avec l'équipe d'Irlande espoirs contre l'Islande. Il entre en jeu et son équipe s'impose par trois buts à un.
En novembre 2018, Dunne est convoqué pour la première fois avec l'équipe nationale d'Irlande, par le sélectionneur Martin O'Neill. Il ne joue toutefois aucun match, puis il est à nouveau convoqué en mars 2019, par le nouveau sélectionneur, Mick McCarthy.